# Allium orosamium
Allium orosamium — вид квіткових рослин з підродини цибулевих (Allioideae). Ендемік Греції — о. Самос. Етимологія: від дав.-гр. ὄρος — «гора» та «Samius» — латинського прикметника Самос (острів Егейського моря).

## Біоморфологічна характеристика
Цибулина яйцеподібна, 12–15 × 7–9 мм, з темно-бурою оболонкою. Стебло голе, прямовисне, 9–27 см заввишки, на 1/2–2/3 довжини вкрите листковими піхвами. Листків 3–5, зелених, напівциліндричних, ребристих, з пластиною 10–20 см завдовжки. Суцвіття нещільне з 20–35 квіток. Обгортки суцвіття довші за суцвіття. Оцвітина дзвінчаста; листочки оцвітини неоднакові, коричнево-зелені з коричнево-багряним відтінком, довгасті, закруглені на верхівці, зовнішні 4.5–4.8 × 2.2 мм, внутрішні 4.8–5 × 2–2.1 мм. Тичинки з білими нитками й пиляками солом'яного кольору. Коробочка широко-куляста, зелена, 5 × 5.2 мм.

## Поширення
Цей вид локалізується на вершині хр. Керкіс (о. Самос), де він росте в карбонатних скелястих насадженнях у спільноті, що характеризується Astragalus creticus subsp. samius.